# Cassyma lucifera
Cassyma lucifera là một loài bướm đêm trong họ Geometridae.